# 酒后镇
酒后乡，是中华人民共和国河南省洛陽市伊川县下辖的一个乡镇级行政单位。

## 行政区划
酒后乡下辖以下地区：
酒后村、梁圪当村、高洼村、辛庄村、路庙村、南庄村、有方村、官庄村、渠旺村、老庄村、三王村、寺上村、寨上村、大王庙村、柴庄村、白窑村、南王村、翟沟村、吕寨村、罗庄村、南村、庄科村、田元村、上李村、下李村、黑龙沟村和寺沟村。